# Aluloviće
Aluloviće (cyr. Алуловиће) – wieś w Serbii, w okręgu raskim, w mieście Novi Pazar. W 2011 roku liczyła 314 mieszkańców.